# Rynek w Lubartowie
Rynek w Lubartowie – rynek miejski w centrum Lubartowa. Z wschodniej i zachodniej strony otoczony pierzejami, za którymi znajdują się ulice Rynek I i Rynek II. Od północy ograniczony ul. Farną, od południa ul. Jana Pawła II, za którą znajduje się ratusz. Między zachodnią pierzeją, a ulicą Rynek I znajduje się niewielki plac z fontanną, również zaliczany do rynku.
Od początków miasta, jego centrum stanowił rynek w kształcie trapezu, znajdujący się w tym samym miejscu, co dzisiejsza ulica Rynek I. Z rynku wychodziło dziewięć ulic, w tym Lubelska będąca główną osią miasta i ulica Kamieńska prowadząca na zachód, czyli dzisiejsza ulica Cmentarna lub Lipowa. Na planie miasta obecną ulicę Rynek I podpisano Rynek. Jeszcze w XIX w. ulicę nazwano Rynek I, a nazwę Rynek II nadano równoległej, położonej 100 m na wschód. Rynkiem zaczęto nazywać plac w centrum. ograniczony ulicami Rynek I, Farną, Rynek II i Poprzeczną (dziś Jana Pawła II). Około roku 1966 powstało tam targowisko miejskie. Działało do września 2010, aż zostało przeniesione 300 m na wschód, na ul. Tadeusza Kościuszki. W 2011 r. miała miejsce rewitalizacja rynku.